# Global Maritime Distress and Safety System
Global maritime distress and safety system, GMDSS, är ett internationellt system som består av land- och rymdbaserad radioteknik samt radioutrustning på fartyg.
Det primära syftet med systemet är att vid nöd eller behov av hjälp till sjöss, tillförsäkra en snabb, säker och automatiserad alarmering av i först hand myndigheter och organisation som ansvarar för sjöräddning, samt även andra fartyg i närheten av den nödställde. Sekundärt är GMDSS avsett för il eller säkerhetskommunikation mellan fartyg, fartyg till land eller från land till fartyg.  
GMDSS består en samling regler och standarder som antagits av i första hand IMO och ITU. Reglerna från IMO är t.ex. genom  SOLAS kapitel IV, tvingande för handelsfartyg i internationell trafik samt fartyg som omfattas av EU-regler, men det finns även rekommendationer avseende GMDSS från IMO som omfattar i princip alla fartyg till sjöss. Reglerna från ITU är genom kapitel VII och IX i det internationella radioreglementet (ITU-RR) tvingande för alla som använder maritim kommunikation. 
Reglerna från IMO antogs 1988 genom 1988 års protokoll till SOLAS 74, och omfattade då enbart fartyg som byggts efter den 1 februari 1992, den 1 februari 1999 blev kraven tvingande även för existerande fartyg.  

## Historik
Historiskt har fartyg kollektivt varit ansvariga för att hjälpa varandra vid nöd, vilket reglerats i bland annat SOLAS V reg. 33 och satt i kraft i Sverige genom sjönödskungörelse (1952:581). 1985 trädde Sjöräddningskonventionen (SAR-konventionen) i kraft, vilken reglerar staters skyldigheter beträffande sjöräddning inom sina sjöräddningsregioner. Som ett komplement till SAR-konventionen arbetade bl.a. IMO och ITU parallellt med att ändra kraven på fartyg så att det skulle passa ihop med SAR-konventionen. Syftet var att komplettera kravet så att fartyg i nöd eller behov av hjälp, i första hand ska kunna larma till ansvarig myndighet eller organisation i land, och fortsatt även kollektivt hjälpa varandra till sjöss. Med ändringarna på plats ändrades befälhavarens ansvar i SOLAS V reg. 33 och sjönödskungörelsen ersattes av förordning (2007:33) om befälhavares skyldighet vid faror för sjötrafiken och sjönöd.  

## Sjöområden
Eftersom GMDSS uteslutande bygger på internationellt överenskommen radioteknik, där varje radioteknik oftast har fysiska begränsningar med avseende på räckvidd, så delas täckningen från land upp i fyra sjöområden (sea areas) A1, A2, A3, A4.
Enligt kraven i SOLAS ska medlemsstatens regering definiera var de avser att vidmakthålla sjöområden A1 och A2, ifall detta inte är definierat så förtydligas i resolution A.801(19) att statens ansvarsområde automatiskt kommer att definieras som sjöområde A3.

### A1
Ifall medlemsstatens regering har definierat sjöområde A1, så ska det inom detta område enligt resolution A.801(19), vara fullständig och kontinuerlig täckning via VHF mellan fartyg och land, via tal samt Digital Selective Calling (DSC). Definitionen bygger bland annat på att fartygets VHF-antenner sitter minst 4 meter över havet.
Stater har definierat sjöområde A1 med räckvidder på mellan 15 och 117 nautiska mil (27 - 217 kilometer).

### A2
Sjöområde A2 är ett område utanför A1, där man från fartyg kan kommunicera med en kustradiostation på Medium Frequency (MF).
Ifall medlemsstatens regering har definierat sjöområde A2, så ska det inom detta område enligt resolution A.801, vara fullständig och kontinuerlig täckning mellan fartyg och land, via tal samt Digital Selective Calling (DSC).
Flertalet stater har definierat sjöområde A2 till ungefär 150 nautiska mil (280 kilometer). 

### A3
Sjöområde A3 är primärt ett täckningsområde via olika satellitsystem och ligger utanför A1 och A2. För närvarande är fyra satellitsystem erkända av IMO för användning i GMDSS. Två system drivs av Inmarsat, Inmarsat-C och Fleet Safety vilka har en täckning på cirka 60 - 75 grader norr respektive syd, samt Iridium där täckningen är global. FLEET 77 avvecklades den 31 december 2020. Inom sjöområde A3 kan även HF användas.

### A4
Sjöområde A4 är ett område utanför A1, A2 och A3 som inte täcks via satellit, där kommunikation förutsätts ske via HF.

## Komponenter

### DSC(Digital Selective Calling)
Ryggraden i GMDSS är DSC vilket använder digital teknik för att kalla upp eller ta emot anrop från andra stationer, fortsatt kommunikation sker därefter via tal. DSC bygger på att alla stationer (fartyg som kuststationer) har ett tilldelat MMSI-nummer (Maritime Mobile Service Identity) som är unikt och kan liknas med ett telefonnummer. Man kan skicka information direkt till en enda enhet, enheter inom ett geografiskt område, alla enheter eller till vissa grupper av enheter. På VHF använder man kanal 70 för att sända och ta emot den digitala informationen. MF använder 2187,5 kHz. HF-frekvenserna är: 4207,5 kHz, 6312,0 kHz, 8414,5 kHz, 125777,0 kHz, 16804,5 kHz. 
Det finns olika klasser av DSC utrustning. Klass-A, vilken har all funktionalitet främst är avsedd för internationell handelssjöfart. Klass-D och -E utrustning har begränsad DSC funktionalitet och är främst avsedd för mindre yrkes- och fritidssjöfart. DSC utrustning av klass-H som är avsedd för portabelt bruk som till exempel handhållen VHF med DSC samt personliga nödsändare vilka är av klass-H. Fartyg som ska uppfylla internationella krav ska ha kontinuerlig vakthållning via DSC, även ifall man använder stationen för samtal, vilket kräver DSC av klass-A. DSC av klass-A har därför separat vaktmottagare för DSC och en separat antenn för mottagning av DSC-signalerna.

### EPIRB(Emergency Position Indicating Radio Beacon)
Det finns två typer av EPIRB:er som ingår i GMDSS, COSPAS-SARSAT-epirb och VHF-epirb.
COSPAS/SARSAT-epirb är en portabel vattentät nödsändare som antingen kan aktiveras manuellt, eller aktiveras automatiskt och flyta upp till ytan när fartyget sjunker ifall den är utrustad med en hydrostatisk utlösare. När nödsändaren aktiveras sänder den på två frekvenser, 406,1 MHz används för att sända nödlarm till COSPAS-SARSAT systemet, vilket är ett system bestående av en mängd satelliter samt jordstationer vilka processar nödlarmet och skickar det till ansvarig sjöräddningscentral för vidare åtgärd. Den andra signalen sänds ut på 121,5 MHz och används av flygande och sjögående räddningsenheter för att pejla riktningen till nödsändaren. Sedan cirka 8 år finns EPIRB på marknaden utrustade med GPS vilka även kan sända nödsändarens positionen i meddelandet till COSPAS-SARSAT systemet och som mycket snabbt ger sjöräddningscentralen en position för den nödställde. På senare år har även EPIRB som kan sända en AIS signal introducerats, vilken kan lokaliseras av fartyg och sjöräddningsenheter utrustade med AIS. En typgodkänd EPIRB ska fungera i minst 48 timmar.
VHF-EPIRB (VHF Emergency Position Indicating Radio Beacon), vilken var en nödsändare som skulle sända nödlarm via DSC på VHF kanal 70. I praktiken har ingen sådan produkt godkänts och satts på marknaden på grund av den mycket korta räckvidden ifall nödsändaren används i till exempel i en livbåt eller livflotte. Sjöområde A1 definierar täckningen bland annat utifrån en antennhöjd av 4 meter över havet, vilket en VHF-EPIRB sällan uppnår. 

### SARTSearch and Rescue Transponder
SART är en radartransponder som är avsedd för personligt bruk. Den lyssnar på den frekvens som de tre-centimeters marinradar-stationerna använder. Kraven för dessa är att de på 1 meters höjd över vattenytan ska kunna "triggas" av en radar på 15 m höjd 5 nautiska mil bort. De flesta yrkesfartyg har sina antenner högre upp än 15 m. Den ska även kunna "triggas" av en luftburen radar (ungefär 1 000 m upp) på 40 nautiska mils avstånd. Batterikapaciteten ska vara 96 timmar i standbyläge och den ska kunna sända i 8 timmar. SART:en ska sitta vid dörren på kommandobryggan och man ska ta med sig den i livbåten när man går i. Vem som är ansvarig för detta är olika från fartyg till fartyg men det är ofta ett av befälen som har ansvaret.

### AIS-SART
En AlS SART och liknande AlS-sändare har ingen status som IDUA (Initial distress and urgency alerts) inom GMDSS, dvs de är inte att betrakta som en första nödsignal. AIS-SART och liknande sändare har till uppgift att göra sin omgivning (närområde) uppmärksam, men är inte klassade som nödsändare. Det finns i dagsläget inget styrande internationellt regelverk som föreskriver att en räddningscentral (RCC) måste ha en teknisk funktion som uppmärksammar sändningar från dessa sändare, inte heller finns det något regelstöd for att registrera denna typ av sändare. Beslutet innebär att JRCC inte ska registrera AIS-SART och liknande sändare. Enheten är inte är en nödsändare utan är endast avsedd for lokal lokalisering.

### NAVTEX
En apparat för textmeddelande med väderprognoser och navigationsvarningar.

### Maritima mobila tjänsten
Den maritima mobila tjänsten består av marin VHF, HF- och MF-radiokommunikation för samtal mellan fartyg och land, också bärbara radiosystem för lokal kommunikation (VHF).

### Inmarsat
Satellitkommunikation för sjöfarten.